# Irena z Trapezuntu

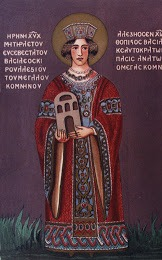
Irena z Trapezuntu

Irena z Trapezuntu (zm. po 1382) – druga żona cesarza Trapezuntu Bazylego Komnena. 

## Życiorys
Bazyli będąc żonaty z Ireną Paleolog, popełnił bigamię zawierając w 1339 drugie małżeństwo z Ireną z Trapezuntu. Drugie małżeństwo wywołało protesty, m.in. duchowieństwa. Jej synem był Aleksy III Komnen. We wczesnym okresie jego rządów sprawowała regencję w jego imieniu. 